# Stereotomia

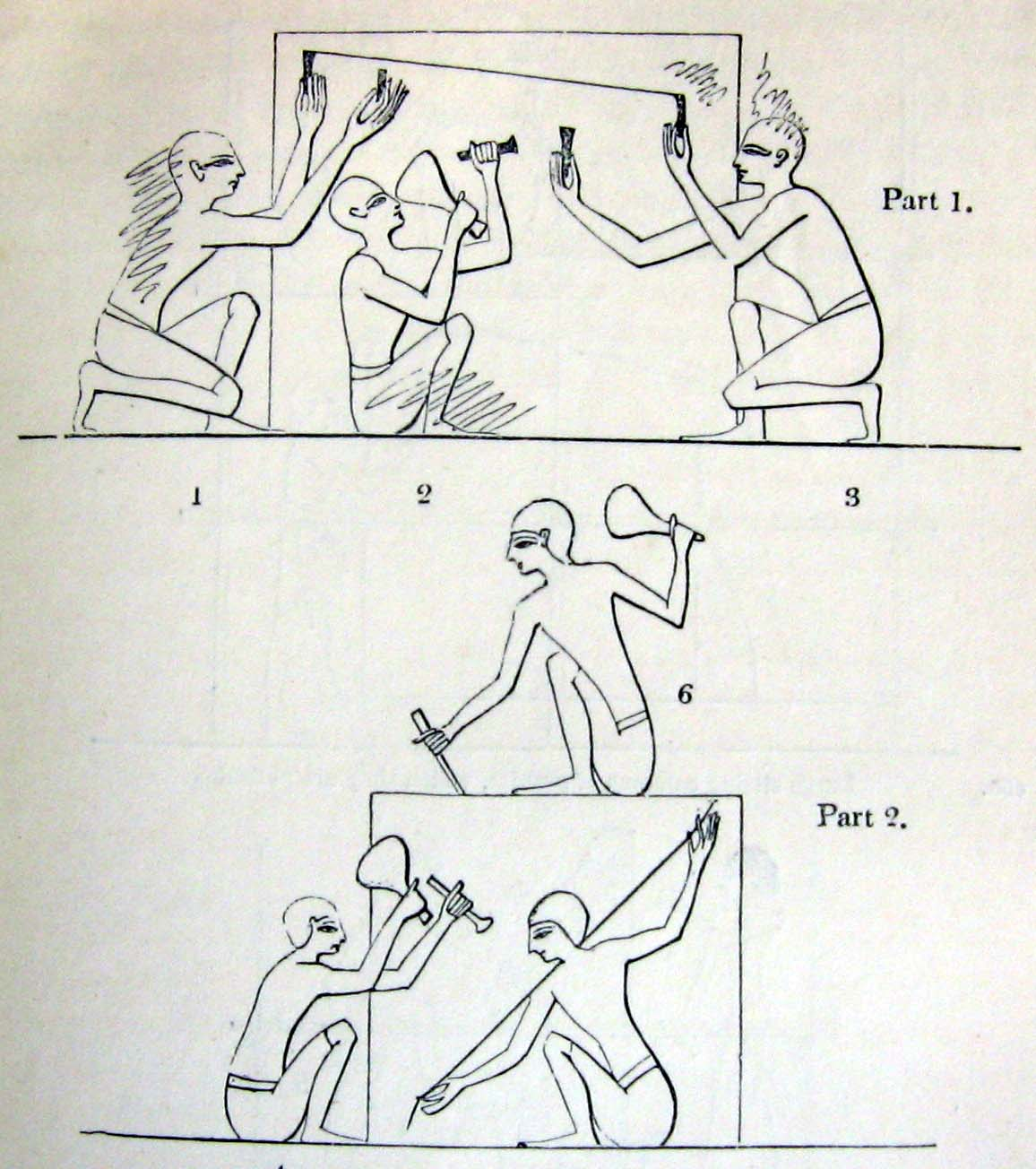
Tecniche stereotomiche in un rilievo di una rappresentazione pittorica egiziana

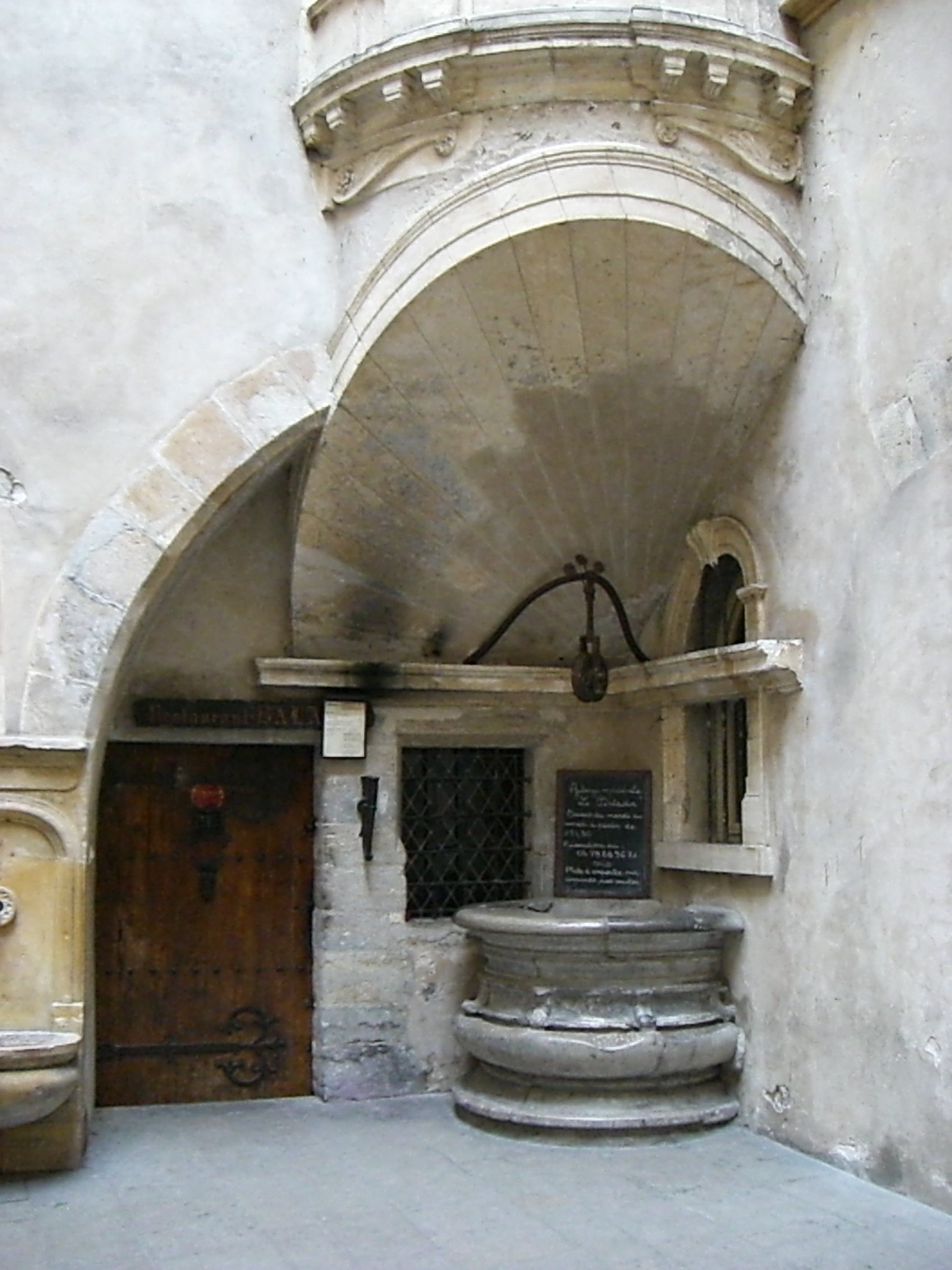
Philibert Delorme, Particolare del palazzo Bouilloud

Stereotomìa (dal greco: Στερεός "solido" e Τομή "taglio") è l'insieme di conoscenze geometriche e tecniche tradizionali relative alla tracciatura e al taglio dei blocchi e dei conci in pietra da taglio e al loro assemblaggio e impiego in complesse strutture (muro, volta, arco, ecc.) relative a costruzioni architettoniche. La stereotomia rappresenta quindi l'alternativa alle tecniche costruttive basate sull'uso di piccoli elementi lapidei o di laterizi che vanno a comporre volte e strutture dalla complessa geometria grazie alle piccole dimensioni e ai giunti.

## Definizione
La stereotomia non riguarda quindi le semplici operazioni di taglio della pietra, ma prevede procedure geometriche codificate per progettare elementi strutturali in pietra da taglio. La finalità di tali tecniche è triplice e comprende la necessità di determinare in via preventiva la conformazione dei singoli elementi costitutivi, la possibilità di verificare in tal modo la stabilità strutturale, la semplificazione nella trasmissione delle informazioni alle maestranze. Infatti la stereotomia è accompagnata da due ulteriori discipline a contenuto maggiormente teorico, ad essa complementari e spesso usate come sinonimi: la stereometria (misurazione dei solidi) e la stereografia (rappresentazione grafica dei solidi).
Lo studio delle tecniche stereotomiche, procede quindi storicamente in contemporanea allo sviluppo delle conoscenze geometriche. La stereotomia infatti, in senso estensivo, si può considerare la scienza che studia, in senso geometrico, il tracciamento di solidi da ricavare con tagli, anche solo in via teorica, da altri solidi, la compenetrazione tra solidi e l'individuazione di linee e curve di intersezione.

## Storia
Tecniche stereotomiche furono utilizzate in antichità, in particolare in Egitto dove sono stati ritrovati blocchi lapidei con impressi reticoli finalizzati all'esatta definizione della geometria dell'elemento costruttivo e rappresentazioni pittoriche su papiro relativo a tecniche di tracciamento.
In Grecia, pur in un ambiente di avanzata cultura geometrica, l'utilizzo di strutture esclusivamente trilitiche non portò particolari ricerche relative alla definizione geometrica degli elementi lapidei: la forma veniva tracciata al vero sui blocchi, tenendo comunque conto di raffinate modulazioni e correzioni ottiche.
Le tecniche costruttive romane prevedevano strutture voltate complesse, ma quasi sempre risolte con l'uso di laterizi e calcestruzzo.
Tecniche raffinate di stereotomia vennero invece utilizzate nel medioevo, sia durante il periodo romanico che quello gotico, soprattutto in Francia e se ne ritrova traccia nell'Album di Villard de Honnecourt, anche se rimasero conoscenze empiriche confinate nell'ambito delle corporazioni dei maestri tagliatori e coperte spesso dal segreto.
La prima trattazione teorica della stereotomia avvenne in alcuni trattati di architettura, quasi tutti francesi, che a partire dalla seconda metà del XVI secolo dettero dignità scientifica alla materia. Uno dei primi fu il trattato Le premier tome d'architecture stampato nel 1567, di Philibert de l'Orme, figlio di uno scalpellino, che propose un sistema stereotomico basato sui "traits", cioè su serie di sezioni parallele e che lasciò esempi di virtuosismo progettuale, tra cui il famoso trompe-l'œil nella cappella interna al castello di Anet.
In seguito, nel XVII secolo, fu coniato il termine stesso e la scienza della "coupe des pierres" fu oggetto d'interesse per molti trattatisti tra cui Girard Desargues, Abraham Bosse, Mathurin Jousse, Philippe de La Hire ed in particolare Amédée François Frézier che all'inizio del XVIII secolo, codificò complessivamente i sistemi della stereotomia.
In Italia l'unico ad occuparsi del problema è Guarino Guarini che nel suo trattato Architettura Civile, edito postumo, anticipa il sistema della doppia proiezione ortogonale il cui sviluppo codificato nel metodo di Monge, insieme allo studio delle coniche ed allo stretto legame tra tali ricerche teoriche e l'applicazione costruttiva, ha portato a dire che la nascita della geometria descrittiva sia stata determinata dallo studio della stereotomia. 
In tal modo nel XVIII secolo la stereotomia raggiunse il suo culmine teorico e pratico e si rese possibile realizzare strutture con conci di forme sempre più complesse da assemblare con estrema precisione, per esempio per la costruzione di ponti. Questo apice tecnologico giunse proprio nel momento in cui la costruzione in pietra stava per essere abbandonata e sostituita dalle tecnologie costruttive moderne.